# Portulaca tuberculata
Portulaca tuberculata är en portlakväxtart som beskrevs av Leon. Portulaca tuberculata ingår i släktet portlaker, och familjen portlakväxter. Inga underarter finns listade i Catalogue of Life.